# Tata, a Marcin powiedział
Tata, a Marcin powiedział – polski serial telewizyjny emitowany przez TVP1 od 15 października 1993 do 7 stycznia 2000, wyreżyserowany przez Wojciecha Adamczyka. Kilkuminutowe odcinki mają formę dialogu pomiędzy ojcem (w tej roli: Piotr Fronczewski) i dorastającym synem (Mikołaj Radwan), zaczynającego się od słów Tata, a Marcin powiedział....
Pierwowzorem serialu jest niemiecki cykl słuchowisk Papa, Charly hat gesagt..., emitowany przez NDR, ARD oraz Radio Saary w latach 1972–1995.
Scenariusze wybranych odcinków autorstwa Małgorzaty Gutowskiej-Adamczyk zostały wydane w formie książki pod tym samym tytułem przez wydawnictwo Akapit Press.
84 odcinki serialu zostały wyemitowane w dniach od 1 maja do 23 czerwca 2021 roku przez stację Antena HD.

## Obsada
- Mikołaj Radwan jako syn
- Piotr Fronczewski jako ojciec
- Ewelina Ruckgaber jako Agata

## Lista odcinków
Kolejność odcinków zgodna z emisją w stacji Antena HD od 1 maja do 23 czerwca 2021 roku.
1. Ukryte wartości (1993)
2. Na ile dobre mogą być dzieci? (1993)
3. Mickiewiczowi wszystko jedno (1993)
4. Uwaga, dziecko też czuje (1993)
5. Emancypacja (1993)
6. Dżentelmen jezdni (1993)
7. Godność człowieka (1993)
8. Inflacja kieszonkowego (1993)
9. Czy dzieci to kameleony (1993)
10. Bezinteresowna miłość (1993)
11. Niebezpieczna reklama (1994)
12. Sprawa sumienia (1994)
13. Odwaga wolności (1994)
14. Będziesz miłował bliźniego swego (1994)
15. Instynkty i uczucia (1995)
16. Sprawy honorowe (1994)
17. Ochotnicy - wystąp! (1994)
18. Zapachowy interes (1994)
19. Wszystko byłoby proste (1994)
20. Akcja i reakcja (1994)
21. Luka prawna (1994)
22. Jak przezwyciężyć stres (1994)
23. Właściwy trend (1994)
24. Wszystko jest kwestią wiary (1994)
25. Bank danych (1995)
26. Datki i podatki (1993)
27. Młodzieńcze fascynacje (1993)
28. Osiągnięcia (1995)
29. Słuchać, żeby słyszeć (1995)
30. Zwierzęta i ludzie (1995)
31. Co komu uchodzi na sucho (1995)
32. Zestarzeć się z godnością (1995)
33. Wakacyjna choroba (1995)
34. Zawiłość dziedziczenia (1994)
35. Głowa do interesów (1994)
36. Za dużo tego złego (1995)
37. Zmarnowane szanse (1993)
38. Rodzina musi trzymać się razem (1994)
39. Rzecznik (1995)
40. Praca w domu to nie praca (1994)
41. Tradycja (1994)
42. Marnowanie energii (1994)
43. Tolerancja (1994)
44. Kim jestem? (1994)
45. Reforma szkolnictwa (1994)
46. Buzi, buzi (1993)
47. Ciotka Marcina (1994)
48. Cena prawdy (1994)
49. Być hojniejszym (1994)
50. Byłoby głupio (1994)
51. Bogaci (1994)
52. Chodzenie na żebry (1995)
53. Intelektualny dystans do codzienności (1993)
54. Gdybyśmy wszyscy byli bohaterami... (1993)
55. Obieg naturalny (1993)
56. Edukacja telewizyjna (1993)
57. Podróże kształcą (1993)
58. Podwójne życie (1994)
59. Nie ma mowy o adopcji (1994)
60. Czego Jaś się nie nauczył... (1994)
61. Siostra Marcina się wnerwia (1994)
62. Najważniejsza cecha (1994)
63. Smutna rozmowa (1994)
64. Seksualizm (1994)
65. Powiedziane, a nie zrobione (1994)
66. Coś dla ciała (1994)
67. Odpowiedzialność za innych (1995)
68. Iskra boża (1995; setny odcinek w kolejności produkcji)
69. Kwestia nerwów (1994)
70. Nie można mieć wszystkiego (1994)
71. Jak się człowiek śpieszy... (1994)
72. Właściwie to zupełnie normalne (1994)
73. Trup ściele się gęsto (1994)
74. Brzemię odpowiedzialności (1994)
75. Ktoś do towarzystwa (1994)
76. Co mi zrobisz? (1994)
77. Oszczędzaj i ucz oszczędzać (1994)
78. Co warto obejrzeć (1994)
79. Rasizm (1994)
80. Groźne przyzwyczajenia (1994)
81. Sport to zdrowie (1994)
82. Wyrazy obce (1994)
83. Temat społeczny (1994)
84. Jak rozpoznać czarną owcę? (1995)